# WebMoney Keeper
WebMoney Keeper (WM Keeper) — узагальнена назва програмних продуктів призначених для надання доступу користувачам WebMoney до своїх електронних гаманців та сервісів системи WebMoney.
В залежності від середовища використання, можливо використовувати:
- Keeper Mini — браузерна версія, що надає доступ до гаманців одразу після реєстрації користувача в системі WebMoney Transfer;
- Keeper Light — браузерна версія, з більш широкими можливостями, аніж Keeper Mini;
- Keeper Classic [Архівовано 7 січня 2012 у Wayback Machine.] — програма для ОС Microsoft Windows, що потребує встановлення на комп'ютер користувача та надає найповніші можливості для здійснення діяльності в системі WebMoney Transfer;
- Keeper Mobile [Архівовано 7 січня 2012 у Wayback Machine.] — програма призначена для використання на мобільних пристроях. Існує три модифікації:
  - Java-програма для мобільних телефонів, що підтримують MIDP 2.0;
  - Програма для iPhone;
  - Програма для пристроїв на ОС Android;
- Віджети для соціальних мереж:
  - Keeper Facebook;
  - Keeper Вконтакте;
  - Keeper Одноклассники;